# تپه باباعلی
تپه باباعلی مربوط به اوایل دوران‌های تاریخی پس از اسلام است و در شهرستان بهار، دهستان صالح آباد، روستای باباعلی واقع شده و این اثر در تاریخ ۲۴ فروردین ۱۳۸۲ با شمارهٔ ثبت ۸۰۸۸ به‌عنوان یکی از آثار ملی ایران به ثبت رسیده است.